# Nadmorski Park Regionalny
Nadmorski Park Regionalny (lit. Pajūrio regioninis parkas) – park regionalny na Litwie, położony na zachodzie kraju, pomiędzy Kłajpedą a Połągą. Utworzony został 24 września 1992 r. i obejmuje powierzchnię 5602 ha.